# Christuskirche (Avenwedde)
Die Christuskirche ist eine evangelische Kirche im Ortsteil Avenwedde-Bahnhof der ostwestfälischen Kreisstadt Gütersloh, auf dem Eckgrundstück Dompfaffenstraße / Entenweg. Wie auch die Johanneskirche gehört sie zur Evangelischen Kirchengemeinde Friedrichsdorf im Kirchenkreis Gütersloh der Evangelischen Kirche von Westfalen.
Ende der 1950er Jahre zählte die evangelische Gemeinde im Avenwedder Bahnhofsbezirk rund 600 Mitglieder, die für die Gottesdienste die Johanneskirche in Friedrichsdorf besuchten. Der Kaufmann Gottfried Güth schenkte der Kirchengemeinde ein 3.500 Quadratmeter großes Grundstück mit der Auflage, dort ein „gemeindliches Zentrum“  zu errichten.
Der Grundstein für die Kirche mit ihren 150 Sitzplätzen wurde am 1. November 1964 gelegt. Die Baukosten von 250.000 DM übernahmen die Gemeinde, die Kreissynode und die Diasporahilfe der Landeskirche.
Aus finanziellen Gründen verzichtete die Gemeinde zunächst auf den Bau eines Kirchturms, der erst 1968 errichtet wurde.
1974 wurde das vorhandene Harmonium durch eine Orgel der Werkstatt Emil Hammer Orgelbau ersetzt. 1982 entstand das benachbarte Gemeindezentrum.
Zum 25-jährigen Jubiläum ihrer Fertigstellung wurde die Christuskirche 1990 grundlegend renoviert. Zum 50. Jubiläum der Kirche 2015 zählte die Gemeinde rund 4400 Mitglieder.